# منشور (آلبوم کیتی پری)
منشور (به انگلیسی: Prism) چهارمین آلبوم استودیویی از خوانندهٔ آمریکایی کیتی پری می‌باشد که از سوی کپیتال رکوردز در ۱۸ اکتبر سال ۲۰۱۳ منتشر گردید. «غرش» اولین تک‌آهنگ این آلبوم در تاریخ ۱۰ اوت ۲۰۱۳ منتظر شد که موفقیت زیادی یافت و در جدول ۱۰۰ آهنگ داغ بیلبورد اول شد و توانست در ۲۵ کشور تاپ تن شود.
اولین آهنگ تبلیغاتی به نام «اسب تیره» در تاریخ ۱۷ سپتامبر ۲۰۱۳ منتشر شد که مانند «غرش» در جدول ۱۰۰ آهنگ داغ بیلبورد اول شد. دومین آهنگ تبلیغاتی این آلبوم نیز «قدم زدن در هوا» بود که در ۳۰ سپتامبر ۲۰۱۳ منتشر شد.

## موفقیت‌ها
«اسب تیره» و «غرش» از این آلبوم در جدول ۱۰۰ آهنگ داغ بیلبورد اول شدند و «بدون شرط» نیز رتبه دوم این جدول را به دست آورد. «اسب تیره» و «غرش» هر کدام به ترتیب با بیش از ۲۰ و ۱۷ میلیون فروش جهانی به موفق‌ترین آهنگ‌های کیتی تبدیل شوند. دو تک‌آهنگ دیگر آلبوم نیز به موفقیت‌هایی دست یافتند اما به مانند تک‌آهنگ‌های قبل نبود.

## تور
تور جهانی منشوری سومین تور - کنسرت کیتی پری بود که در حمایت از آلبوم منشور انجام شد. این تور از ۷ اکتبر ۲۰۱۴ در شهر بلفاست، ایرلند آغاز شد و تا ۱۲ اکتبر ۲۰۱۵ ادامه یافت.
این تور موفقیت بین‌المللی بزرگی یافت و موفق‌ترین تور کیتی پری تاکنون به‌شمار می‌رود.

## فهرست ترانه‌ها
| شماره | نام                     | پانویس   | مدت‌زمان |
| ----- | ----------------------- | -------- | ------- |
| ۱     | «غرش»                   | [ پ ۱ ]  | ۳:۴۳    |
| ۲     | «عاشقان افسانه‌ای»       | [ پ ۲ ]  | ۳:۴۴    |
| ۳     | «زادروز»                | [ پ ۳ ]  | ۳:۳۵    |
| ۴     | «قدم زدن در هوا»        | [ پ ۴ ]  | ۳:۴۲    |
| ۵     | «بی قید و شرط»          | [ پ ۵ ]  | ۳:۴۸    |
| ۶     | «اسب تیره»              | [ پ ۶ ]  | ۳:۳۵    |
| ۷     | «این‌جوری انجامش می‌دهیم» | [ پ ۷ ]  | ۳:۲۴    |
| ۸     | «لبخند بین‌المللی»       | [ پ ۸ ]  | ۳:۴۷    |
| ۹     | «روح»                   | [ پ ۹ ]  | ۳:۲۳    |
| ۱۰    | «عاشق من باش»           | [ پ ۱۰ ] | ۳:۵۲    |
| ۱۱    | «این لحظه»              | [ پ ۱۱ ] | ۳:۴۶    |
| ۱۲    | «دو رنگین‌کمان»          | [ پ ۱۲ ] | ۳:۵۱    |
| ۱۳    | «به لطف خدا»            | [ پ ۱۳ ] | ۴:۲۷    |
| ۱۴    | «معنوی»                 | [ پ ۱۴ ] | ۴:۳۵    |
| ۱۵    | «پای جفتمونه»           | [ پ ۱۵ ] | ۳:۵۴    |
| ۱۶    | «نبردهایت را برگزین»    | [ پ ۱۶ ] | ۴:۲۷    |

## برابرهای انگلیسی
1. ↑  Roar
2. ↑  Legendary Lovers
3. ↑  Brithday
4. ↑  Walking on Air
5. ↑  Unconditionally
6. ↑  Dark Horse
7. ↑  This Is How We Do
8. ↑  International Smile
9. ↑  Ghost
10. ↑  Love Me
11. ↑  This Moment
12. ↑  Double Rainbows
13. ↑  By the Grace of God
14. ↑  Spiritual
15. ↑  Spiritual
16. ↑  Choose Your Battles